# Barrow (Gloucestershire)
Barrow – wieś w Anglii, w hrabstwie Gloucestershire. Leży 7 km na północny wschód od miasta Gloucester i 148 km na zachód od Londynu.